# 奧西諾韋

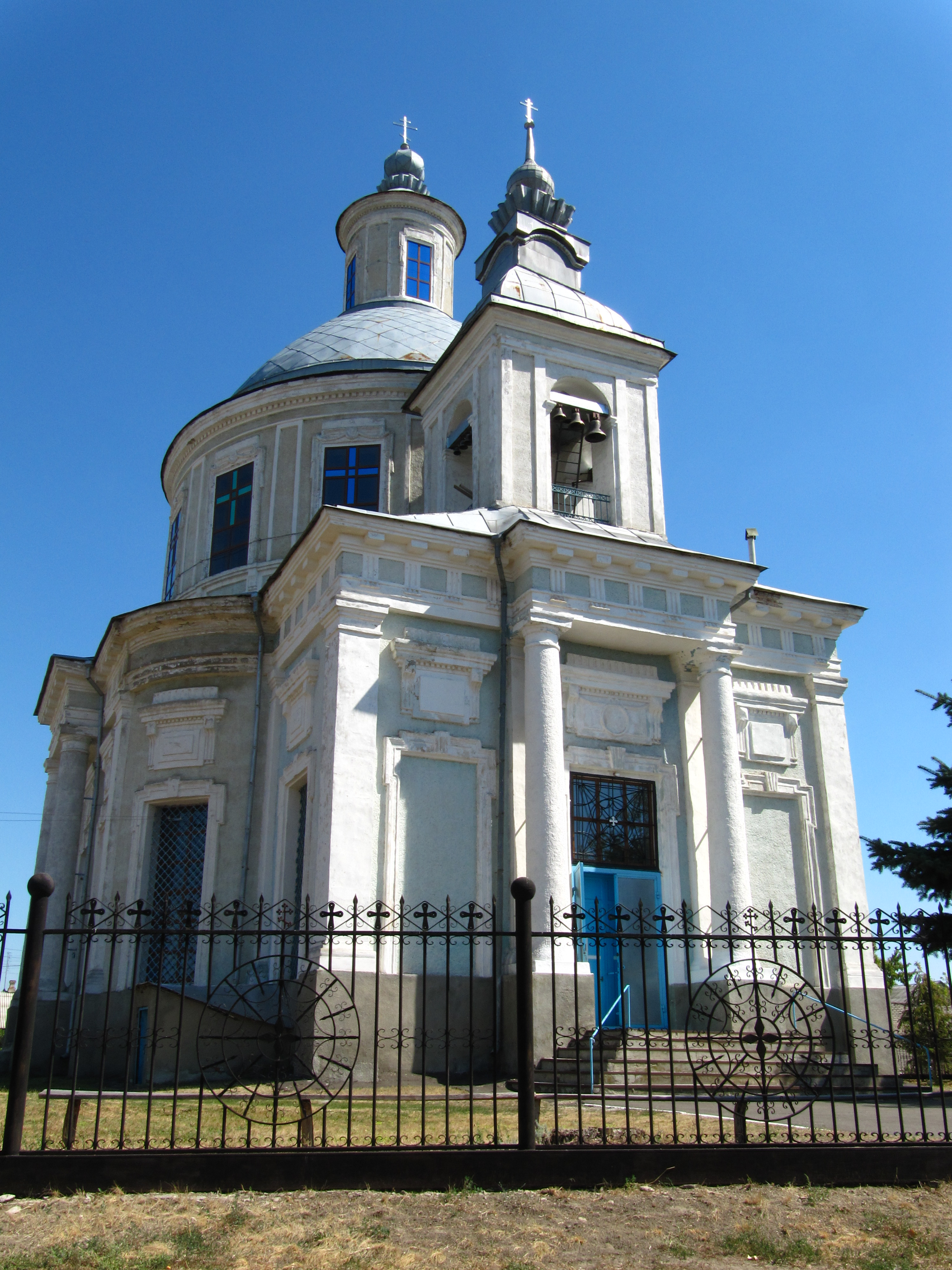

奧西諾韋（烏克蘭語：Осинове）是位於烏克蘭東部的村莊，由盧甘斯克州舊比利斯克區的新普斯科夫市鎮負責管轄。該村始建於1636年，面積12.4平方公里，海拔高度69米，2001年人口2,240，人口密度每平方公里181.4人。
49°33′49″N 39°4′3″E / 49.56361°N 39.06750°E

## 外部連結
- Видітні краєзнавці Луганщини. Новопсковський район[永久]（俄文）
- В слободе Осиновой…（俄文）
- Историческая информация о слободе Осинова （页面存档备份，存于） （俄文）